# Die Atomknacker
Die Atomknacker – Spielend steigen SIE aus! ist ein semi-kooperatives Brettspiel von Peter Rothammer und Franz Scholles aus dem Jahr 1986, das im Selbstverlag produziert und über den auf Umweltspiele spezialisierten Verlag Ökotopia vertrieben wurde. Die bis zu sieben Mitspieler versuchen gemeinsam, aus der Nutzung der Kernenergie auszusteigen und dabei möglichst viele Kernkraftwerke abzuschalten; dabei spielen sie gegen eine übermächtige Atomlobby. Obwohl in dem Spiel derjenige gewinnt, der die meisten Anlagen abschalten kann, verlieren alle Spieler, wenn sie gemeinsam zu wenige abschalten.

## Thema und Ausstattung

Atomkraft Nein Danke

Thematisch eingebettet ist das Spiel Die Atomknacker in das Thema der Anti-Atomkraft-Bewegung der 1980er-Jahre und es erhielt bei seinem Erscheinen 1987 durch die Nuklearkatastrophe von Tschernobyl 1986 eine besondere Aktualität. Es handelt sich dabei um ein Brettspiel mit Karten- und Würfeleinsatz, bei dem die Mitspieler als Vertreter fiktiver Staaten  (Anglia, Luxia, Nipponia, Scandia, Tyskia und Vetia) versuchen, über einen vorgegebenen Zeitraum möglichst viele Atomkraftwerke in ihren Ländern abzuschalten und damit aus der Nutzung der Atomenergie auszusteigen. Ein Mitspieler übernimmt dabei die Rolle der fiktiven Atomlobby „Gällia“, gegen die alle anderen Mitspieler als „Atomknacker“ fiktiver Nationalstaaten antreten, die in jedem Land eine politische Mehrheit gegen die Atomkraft organisieren und nach zwölf Runden bis zu 50 Atomkraftwerke pro Nation abschalten müssen. „Gällia“ gewinnt dagegen, wenn dies nicht gelingt.
Das Spielmaterial besteht aus sieben Spielplänen mit entsprechenden Spielfiguren und Markierungssteinen, ebensovielen Rundenübersichten mit zusätzlichen Rundenzielen sowie einem Kartensatz aus Entscheidungs- und Ereigniskarten sowie Blockadekarten für die Atomlobby und Prozentwürfeln.
Die Covergestaltung stammt von dem Berliner Cartoonisten Gerhard Seyfried und das Cover war mit einem von Günter Wallraff signierten Zitat beschriftet, wodurch das Spiel durchaus prominente Unterstützer erhielt.

## Spielweise
Zur Vorbereitung erhält jeder Mitspieler einen eigenen Spielplan mit einer Laufbahn aus 51 Kernkraftwerken und einer Spielstandstabelle sowie eine Spielfigur und Spielsteine zur Markierung seiner Spielwerte. Sein Ziel ist es, möglichst viele der Kraftwerke nacheinander abzuschalten. Das Spiel läuft dabei über 12 Runden, in denen Entscheidungs- und Ereigniskarten gezogen und gespielt sowie Auswirkungen ausgewürfelt werden. Zudem erhält jeder eine Rundenübersicht, ein „Telex“, das für jede Runde zusätzliche Ziele ausweist, um weitere Kraftwerke zu deaktivieren.
Die Spielrunde verläuft durch das Ausspielen von jeweils vier Karten, davon zwei Entscheidungskarten, einer Ereigniskarte und einer von Gällia ausgespielten Blockade-Karte. Mit den Entscheidungskarten können die Spieler zwischen zwei politischen Optionen mit positiven und negativen Auswirkungen auf ihre Währungen Wählerstimmen (W%), das Internationale
Prestige (IP) und Geld (Mrd. EUC) wählen; die Werte werden ausgewürfelt und können bei Einstimmigkeit verdoppelt werden. Mit der Ereigniskarte kann der Spieler seine Währungen einsetzen, um Kraftwerke abzuschalten.
Das Spiel endet nach 12 Runden und wenn es ihnen gemeinsam gelingt, eine vorgegebene Anzahl Kraftwerke auszuschalten, gewinnen sie das Spiel. Die Atomlobby gewinnt, wenn dies nicht gelingt.

## Veröffentlichung und Rezeption
Das Spiel Die Atomknacker wurde von Peter Rothammer entwickelt und nach erfolgloser Suche nach einem Verleger im Eigenverlag umgesetzt. Der Vertrieb lief ab 1986 über den deutschen Verlag Ökotopia. Laut einem Kurzartikel im Spiegel nach Erscheinen 1986 hatte Rothammer das Spiel mehreren „renommierten deutschen Spiele-Herstellern“ angeboten, laut Peter Rothammer fanden, „die […] das Thema politisch zu heiß und blockten“.
In einer zeitgenössischen Rezension stellte Uwe Mölter das Spiel in der spielbox zusammen mit weiteren Alternativen Spielen vor und bezeichnete es als satirisches Brettspiel, bei dem keine Informationen zum Thema vermittelt werden. Zugleich sei es für die Spieler nicht leicht zu gewinnen und bedürfe gut abgestimmte Entscheidungen. Er schrieb zudem, dass es „mit Engagement bestimmt nur von Atomkraftgegnern gespielt“ würde.
In einer vergleichenden Analyse stellte es Joachim Brenner 2022 als „Underdog-Story der ‚kleinen Atomknacker‘, die gegenüber der ‚großen Atomlobby‘ strukturell im Nachteil sind,“ dar. Er stellt es dem „die Kernenergie befürwortenden“ Spiel Energiepoker aus den frühen 1980er Jahren gegenüber und vergleicht die Narrative beider Spiele. Als wesentliches Merkmal stellt er dabei heraus, dass man bei Die Atom-Knacker nur gemeinsam gewinnen kann: „Es nützt nichts, alle Atomkraftwerke im eigenen Land abzuschalten, wenn die Nachbar:in (die Mitspieler:in) mit dem Ausstieg nicht vorankommt.“ Zudem stellt er das Ungleichgewicht der im Spiel genutzten Währungen dar, wobei man mit Wählerstimmen und Prestige wesentlich effektiver Atomkraftwerke schließen kann als mit Geld. Er betont zudem, dass das Spiel vor allem aufgrund seiner „sarkastischen und selbstironischen Bemerkungen zu Atomlobby, Weltpolitik und linkem Milieu sowie dem Umstand, dass das Spiel aufgrund von Asymmetrie und großem Zufallsfaktor meist nicht sofort von den „Atomknackern“ gewonnen wird“, seinen besonderen Reiz gewinnt. Zuletzt stellt er als „Befund“ heraus, „dass in Spielen der 1980er Jahre konträre Haltungen zum „Atom“ bereits an Zwölfjährige spielerisch vermittelt wurden, unterstreicht die bis heute hohe Intensität des bundesdeutschen Atomkonflikts.“

## Belege
1. 1 2 3  Uwe Mölter: Die Atomknacker. In: Alternative Spiele porträtiert von Uwe Mölter. In: spielbox, 3/1987, S. 16.
2. 1 2 3 4 5 6 7 8  Joachim Brenner: Mit Atomenergie spielen! Die Auseinandersetzung um Kernkraft in Brettspielen der 1980er Jahre. In: Lukas Boch, Anna Klara Falke, Toni Janosch Krause (Hrsg.): Mehr als nur Zeitvertreib? Wissenschaftliche Perspektiven auf analoge Spiele – Eine Veröffentlichung anlässlich der SPIEL 2021. Münster 2022, S. 32–39. (verfügbar als Blogbeitrag auf bghistorian.hypotheses.org, 14. Oktober 2021).
3. ↑  Spielanleitung Passt nicht!, Schmidt Spiele 2023.
4. 1 2 3  H. Hugo Dörnhaus: Entdecke das Universum der Spiele. Das Schlagmalnach durch den Spielekosmos. Enzyklopädie der Brettspiele, Würfelspiele, Kartenspiele und Rollenspiele, 11 Ausgabe, Oktober 2011, Band 1, S. 119.
5. 1 2  Ausstieg aus »Caccenom«. In: Der Spiegel, 4/86, online vom 23. November 1986, abgerufen am 22. Dezember 2024.
6. ↑  Versionen von Die Atom-Knacker in der Spieledatenbank BoardGameGeek (englisch); abgerufen am 21. Dezember 2024.